# Lohja Lionesses 2019
Questa voce raccoglie le informazioni riguardanti le Lohja Lionesses nelle competizioni ufficiali della stagione 2019.

## Naisten II-divisioona 2019

### Stagione regolare
| Lohja 7 giugno 2019, ore 19:00 3ª giornata | Lohja Lionesses | 58 – 0 | Lahti Panthers | Harjun kenttä |

| Hyvinkää 13 giugno 2019, ore 18:00 4ª giornata | Hyvinkää Falcons | 28 – 30 | Lohja Lionesses | Kankurin liikuntapuisto |

| Lohja 30 giugno 2019, ore 14:00 5ª giornata | Lohja Lionesses | 44 – 28 | Joensuu Wolves | Virkkalan kenttä |

### Playoff
| Lohja 20 luglio 2019, ore 14:00 Finale | Lohja Lionesses | 44 – 24 | Hyvinkää Falcons | Virkkalan urheilukenttä |

## Statistiche di squadra
| Competizione      | %Vittorie | In casa | In casa | In casa | In casa | In casa | In casa | In trasferta | In trasferta | In trasferta | In trasferta | In trasferta | In trasferta | Totale | Totale | Totale | Totale | Totale | Totale |
| Competizione      | %Vittorie | G       | V       | N       | P       | Pf      | Ps      | G            | V            | N            | P            | Pf           | Ps           | G      | V      | N      | P      | Pf     | Ps     |
| ----------------- | --------- | ------- | ------- | ------- | ------- | ------- | ------- | ------------ | ------------ | ------------ | ------------ | ------------ | ------------ | ------ | ------ | ------ | ------ | ------ | ------ |
| Stagione regolare | 1.000     | 2       | 2       | 0       | 0       | 102     | 28      | 2            | 1            | 0            | 0            | 30           | 28           | 3      | 3      | 0      | 0      | 132    | 56     |
| Playoff           | 1.000     | 1       | 1       | 0       | 0       | 44      | 24      | 0            | 0            | 0            | 0            | 0            | 0            | 1      | 1      | 0      | 0      | 44     | 24     |
| Totale            | 1.000     | 3       | 3       | 0       | 0       | 146     | 52      | 1            | 1            | 0            | 0            | 30           | 28           | 4      | 4      | 0      | 0      | 176    | 80     |